# 152년

## 연호
- 후한(後漢) 원가(元嘉) 2년

## 기년
- 후한(後漢) 환제(桓帝) 6년
- 신라(新羅) 일성 이사금(逸聖泥師今) 19년
- 고구려(高句麗) 차대왕(次大王) 7년
- 백제(百濟) 개루왕(蓋婁王) 25년